# NHL Amateur Draft 1969
L'NHL Amateur Draft 1969 è stato il 7º draft della National Hockey League. Si è tenuto il 12 giugno 1969 presso il Queen Elizabeth Hotel di Montréal.
Il settimo NHL Amateur Draft è noto comunemente come il primo draft moderno, data l'estinzione del sistema di squadre giovanili sponsorizzate dalle stesse franchigie della NHL che toglieva a numerosi ragazzi la possibilità di essere selezionati. All'epoca fu definito per questo anche NHL Universal Amateur Draft, essendo eleggibili tutti i giocatori nati prima del 1950. La selezione al Draft era permessa anche ai giocatori provenienti dall'Europa previo consenso delle federazioni nazionali interessate; già nel 1969 per la prima volta fu scelto un giocatore europeo, il finlandese Tommi Salmelainen. Per quanto riguarda l'ordine di selezione delle squadre fu tolta la preferenza in base alla division di appartenenza, considerando in una classifica unica i risultati ottenuti da tutte le formazione della NHL.
I Montreal Canadiens selezionarono l'ala sinistra Réjean Houle dai Montreal Junior Canadiens, i Montreal Canadiens invece come seconda scelta puntarono sull'ala sinistra Marc Tardif, proveniente dai Montreal Junior Canadiens, mentre i Boston Bruins scelsero in terza posizione l'ala sinistra Don Tannahill dei Niagara Falls Flyers. Fra gli 84 giocatori selezionati 58 erano attaccanti, 18 erano difensori mentre 8 erano portieri. Dei giocatori scelti 49 giocarono in NHL, 8 vinsero la Stanley Cup mentre Bobby Clarke entrò a far parte della Hockey Hall of Fame.

## Turni
|  | = NHL All-Star |  |  | = Membro della Hall of Fame |

Legenda delle posizioni

A = Attaccante   AD = Ala destra   AS = Ala sinistra   C = Centro   D = Difensore   P = Portiere

### Primo giro
| #  | Giocatore                  | Nazionalità | Squadra NHL                                         | Squadra di provenienza         |
| -- | -------------------------- | ----------- | --------------------------------------------------- | ------------------------------ |
| 1  | Réjean Houle (AS)          | Canada      | Montreal Canadiens                                  | Canadien Jr. de Montréal (OHA) |
| 2  | Marc Tardif (AS)           | Canada      | Montreal Canadiens                                  | Canadien Jr. de Montréal (OHA) |
| 3  | Don Tannahill (AS)         | Canada      | Boston Bruins (da Minnesota)                        | Niagara Falls Flyers (OHA)     |
| 4  | Frank Spring (AD)          | Canada      | Boston Bruins (da Pittsburgh)                       | Edmonton Oil Kings (WCJHL)     |
| 5  | Dick Redmond (D)           | Canada      | Minnesota North Stars (da Los Angeles via Montreal) | St. Catharines B.Hawks (OHA)   |
| 6  | Bob Currier (C)            | Canada      | Philadelphia Flyers                                 | Cornwall Royals (QMJHL)        |
| 7  | Tony Featherstone (AD)     | Canada      | Oakland Seals                                       | Peterborough Petes (OHA)       |
| 8  | André Dupont (D)           | Canada      | New York Rangers (da St. Louis)                     | Canadien Jr. de Montréal (OHA) |
| 9  | Ernie Moser (AD)           | Canada      | Toronto Maple Leafs                                 | Estevan Bruins (WCJHL)         |
| 10 | Jim Rutherford (P)         | Canada      | Detroit Red Wings                                   | Hamilton Red Wings (OHA)       |
| 11 | Ivan Boldirev (C)          | Canada      | Boston Bruins                                       | Oshawa Generals (OHA)          |
| 12 | Pierre Jarry (AS)          | Canada      | New York Rangers                                    | Ottawa 67's (OHA)              |
| 13 | Jean-Pierre Bordeleau (AD) | Canada      | Chicago Black Hawks                                 | Canadien Jr. de Montréal (OHA) |

### Secondo giro
| #  | Giocatore            | Nazionalità | Squadra NHL           | Squadra di provenienza         |
| -- | -------------------- | ----------- | --------------------- | ------------------------------ |
| 14 | Dennis O'Brien (D)   | Canada      | Minnesota North Stars | St. Catharines B.Hawks (OHA)   |
| 15 | Rick Kessell (C)     | Canada      | Pittsburgh Penguins   | Oshawa Generals (OHA)          |
| 16 | Dale Hoganson (D)    | Canada      | Los Angeles Kings     | Estevan Bruins (WCJHL)         |
| 17 | Bobby Clarke (C)     | Canada      | Philadelphia Flyers   | Flin Flon Bombers (WCJHL)      |
| 18 | Ron Stackhouse (D)   | Canada      | Oakland Seals         | Peterborough Petes (OHA)       |
| 19 | Mike Lowe (AS)       | Canada      | St. Louis Blues       | Loyola College (CIAU)          |
| 20 | Doug Brindley (AS)   | Canada      | Toronto Maple Leafs   | Niagara Falls Flyers (OHA)     |
| 21 | Ron Garwasiuk (AS)   | Canada      | Detroit Red Wings     | Regina Pats (SJHL)             |
| 22 | Art Quoquochi (AD)   | Canada      | Boston Bruins         | Canadien Jr. de Montréal (OHA) |
| 23 | Bert Wilson (AS)     | Canada      | New York Rangers      | London Knights (OHA)           |
| 24 | Larry Romanchych (C) | Canada      | Chicago Black Hawks   | Flin Flon Bombers (WCJHL)      |

### Terzo giro
| #  | Giocatore            | Nazionalità | Squadra NHL           | Squadra di provenienza         |
| -- | -------------------- | ----------- | --------------------- | ------------------------------ |
| 25 | Gilles Gilbert (P)   | Canada      | Minnesota North Stars | London Knights (OHA)           |
| 26 | Michel Brière (C)    | Canada      | Pittsburgh Penguins   | Shawinigan Bruins (QMJHL)      |
| 27 | Gregg Boddy (D)      | Canada      | Los Angeles Kings     | Edmonton Oil Kings (WCJHL)     |
| 28 | Willie Brossart (AS) | Canada      | Philadelphia Flyers   | Estevan Bruins (WCJHL)         |
| 29 | Don O'Donoghue (AD)  | Canada      | Oakland Seals         | St. Catharines B.Hawks (OHA)   |
| 30 | Bernie Gagnon (C)    | Canada      | St. Louis Blues       | Michigan Wolverines (NCAA)     |
| 31 | Larry McIntyre (D)   | Canada      | Toronto Maple Leafs   | Moose Jaw Canucks (SJHL)       |
| 32 | Bobby Sheehan (C)    | Stati Uniti | Montreal Canadiens    | St. Catharines B.Hawks (OHA)   |
| 33 | Wayne Hawrysh (AD)   | Canada      | Detroit Red Wings     | Flin Flon Bombers (WCJHL)      |
| 34 | Nels Jacobson (AS)   | Canada      | Boston Bruins         | Winnipeg Monarchs (WCJHL)      |
| 35 | Kevin Morrison (AS)  | Canada      | New York Rangers      | Saint-Jérôme Alouettes (QMJHL) |
| 36 | Milton Black (AD)    | Canada      | Chicago Black Hawks   | Winnipeg Monarchs (WCJHL)      |

### Quarto giro
| #  | Giocatore            | Nazionalità | Squadra NHL           | Squadra di provenienza        |
| -- | -------------------- | ----------- | --------------------- | ----------------------------- |
| 37 | Fred O'Donnell (AD)  | Canada      | Minnesota North Stars | Oshawa Generals (OHA)         |
| 38 | Yvon Labre (D)       | Canada      | Pittsburgh Penguins   | Toronto Marlboros (OHA)       |
| 39 | Bruce Landon (P)     | Canada      | Los Angeles Kings     | Peterborough Petes (OHA)      |
| 40 | Michel Belhumeur (P) | Canada      | Philadelphia Flyers   | Drummondville Rangers (QMJHL) |
| 41 | Pierre Farmer (D)    | Canada      | Oakland Seals         | Shawinigan Bruins (QMJHL)     |
| 42 | Vic Teal (AD)        | Canada      | St. Louis Blues       | St. Catharines B.Hawks (OHA)  |
| 43 | Frank Hughes (AD)    | Canada      | Toronto Maple Leafs   | Edmonton Oil Kings (WCJHL)    |
| 44 | Murray Anderson (D)  | Canada      | Montreal Canadiens    | Flin Flon Bombers (WCJHL)     |
| 45 | Wayne Chernecki (C)  | Canada      | Detroit Red Wings     | Winnipeg Monarchs (WCJHL)     |
| 46 | Ron Fairbrother (AS) | Canada      | Boston Bruins         | Saskatoon Blades (WCJHL)      |
| 47 | Bruce Hellemond (AS) | Canada      | New York Rangers      | Moose Jaw Canucks (SJHL)      |
| 48 | Darryl Maggs (D)     | Canada      | Chicago Black Hawks   | Calgary Centennials (WCJHL)   |

### Quinto giro
| #  | Giocatore             | Nazionalità | Squadra NHL           | Squadra di provenienza        |
| -- | --------------------- | ----------- | --------------------- | ----------------------------- |
| 49 | Pierre Jutras (AS)    | Canada      | Minnesota North Stars | Shawinigan Bruins (QMJHL)     |
| 50 | Ed Patenaude (AD)     | Canada      | Pittsburgh Penguins   | Calgary Centennials (WCJHL)   |
| 51 | Butch Goring (C)      | Canada      | Los Angeles Kings     | Dauphin Kings (MJHL)          |
| 52 | Dave Schultz (AS)     | Canada      | Philadelphia Flyers   | Sorel Éperviers (QMJHL)       |
| 53 | Warren Harrison (C)   | Canada      | Oakland Seals         | Sorel Éperviers (QMJHL)       |
| 54 | Brian Glenwright (AS) | Canada      | St. Louis Blues       | Kitchener Rangers (OHA)       |
| 55 | Brian Spencer (AS)    | Canada      | Toronto Maple Leafs   | Swift Current Broncos (WCJHL) |
| 56 | Gary Doyle (P)        | Canada      | Montreal Canadiens    | Ottawa 67's (OHA)             |
| 57 | Walter Olds (D)       | Stati Uniti | Detroit Red Wings     | Minnesota Gophers (NCAA)      |
| 58 | Jeremy Wright (C)     | Canada      | Boston Bruins         | Calgary Centennials (WCJHL)   |
| 59 | Gord Smith (D)        | Canada      | New York Rangers      | Cornwall Royals (QMJHL)       |
| 60 | Mike Baumgartner (D)  | Stati Uniti | Chicago Black Hawks   | ND Fighting Hawks (NCAA)      |

### Sesto giro
| #  | Giocatore              | Nazionalità | Squadra NHL                         | Squadra di provenienza     |
| -- | ---------------------- | ----------- | ----------------------------------- | -------------------------- |
| 61 | Rob Walton (C)         | Canada      | Minnesota North Stars               | Niagara Falls Flyers (OHA) |
| 62 | Paul Hoganson (P)      | Canada      | Pittsburgh Penguins                 | Toronto Marlboros (OHA)    |
| 63 | Guy Delparte (AS)      | Canada      | Montreal Canadiens (da Los Angeles) | London Knights (OHA)       |
| 64 | Don Saleski (AD)       | Canada      | Philadelphia Flyers                 | Regina Pats (SJHL)         |
| 65 | Neil Nicholson (D)     | Canada      | Oakland Seals                       | London Knights (OHA)       |
| 66 | Tommi Salmelainen (AS) | Finlandia   | St. Louis Blues                     | HIFK (SM-sarja)            |
| 67 | Bob Neufeld (AS)       | Canada      | Toronto Maple Leafs                 | Dauphin Kings (MJHL)       |
| 68 | Lynn Powis (C)         | Canada      | Montreal Canadiens                  | Denver Pioneers (NCAA)     |
| 69 | Jim Jones (D)          | Canada      | Boston Bruins                       | Peterborough Petes (OHA)   |
| 70 | Dale Yutsyk (AS)       | Canada      | St. Louis Blues (da NY Rangers)     | Colorado C. Tigers (NCAA)  |
| 71 | Dave Hudson (C)        | Canada      | Chicago Black Hawks                 | ND Fighting Hawks (NCAA)   |

### Settimo giro
| #  | Giocatore            | Nazionalità | Squadra NHL                         | Squadra di provenienza     |
| -- | -------------------- | ----------- | ----------------------------------- | -------------------------- |
| 72 | Rick Thompson (D)    | Canada      | Minnesota North Stars               | Niagara Falls Flyers (OHA) |
| 73 | Bob Collyard (C)     | Stati Uniti | St. Louis Blues (da Pittsburgh)     | Colorado C. Tigers (NCAA)  |
| 74 | Ian Wilkie (P)       | Canada      | Montreal Canadiens (da Los Angeles) | Edmonton Oil Kings (WCJHL) |
| 75 | Dale Power (C)       | Canada      | Montreal Canadiens (da Phildelphia) | Peterborough Petes (OHA)   |
| 76 | Pete Vipond (AS)     | Canada      | Oakland Seals                       | Oshawa Generals (OHA)      |
| 77 | David Pulkkinen (AD) | Canada      | St. Louis Blues                     | Oshawa Generals (OHA)      |

### Ottavo giro
| #  | Giocatore          | Nazionalità | Squadra NHL                        | Squadra di provenienza        |
| -- | ------------------ | ----------- | ---------------------------------- | ----------------------------- |
| 78 | Cal Russell (AD)   | Canada      | Minnesota North Stars              | Hamilton Red Wings (OHA)      |
| 79 | Frank Hamill (AD)  | Canada      | Montreal Canadiens (da Pittsburgh) | Toronto Marlboros (OHA)       |
| 80 | Patrick Lange (P)  | Canada      | St. Louis Blues (da Los Angeles)   | Sudbury Wolves (NOJHL)        |
| 81 | Claude Chartre (C) | Canada      | Philadelphia Flyers                | Drummondville Rangers (QMJHL) |

### Nono giro
| #  | Giocatore         | Nazionalità | Squadra NHL        | Squadra di provenienza  |
| -- | ----------------- | ----------- | ------------------ | ----------------------- |
| 82 | John Converse (A) | Canada      | St. Louis Blues    | Estevan Bruins (WCJHL)  |
| 83 | Gilles Drolet (D) | Canada      | Montreal Canadiens | Québec Remparts (QMJHL) |

### Decimo giro
| #  | Giocatore         | Nazionalità | Squadra NHL        | Squadra di provenienza        |
| -- | ----------------- | ----------- | ------------------ | ----------------------------- |
| 84 | Darrel Knibbs (C) | Canada      | Montreal Canadiens | Lethbridge Sugar Kings (AJHL) |